# 음승민
음승민(陰承民, 1979년 10월 21일~)은 대한민국의 농구 선수이다. 일본 프로농구리그인 bj 리그 최초의 대한민국인 선수이다.